# 한남 김씨
한남 김씨(河陰金氏)는 경기도 수원시를 본관으로 하는 한국의 성씨이다.
시조 김록연(金祿延)은 고려에서 도안령사(道按寧使)를 지냈으며, 예빈경(禮賓卿)으로 몽골에 다녀오고 우간의대부(右諫議大夫)에 올랐다.

## 참고 자료
- “한남김씨(漢南金氏)”. 뿌리를 찾아서.[깨진 링크(과거 내용 찾기)]